# 卡維茨湖

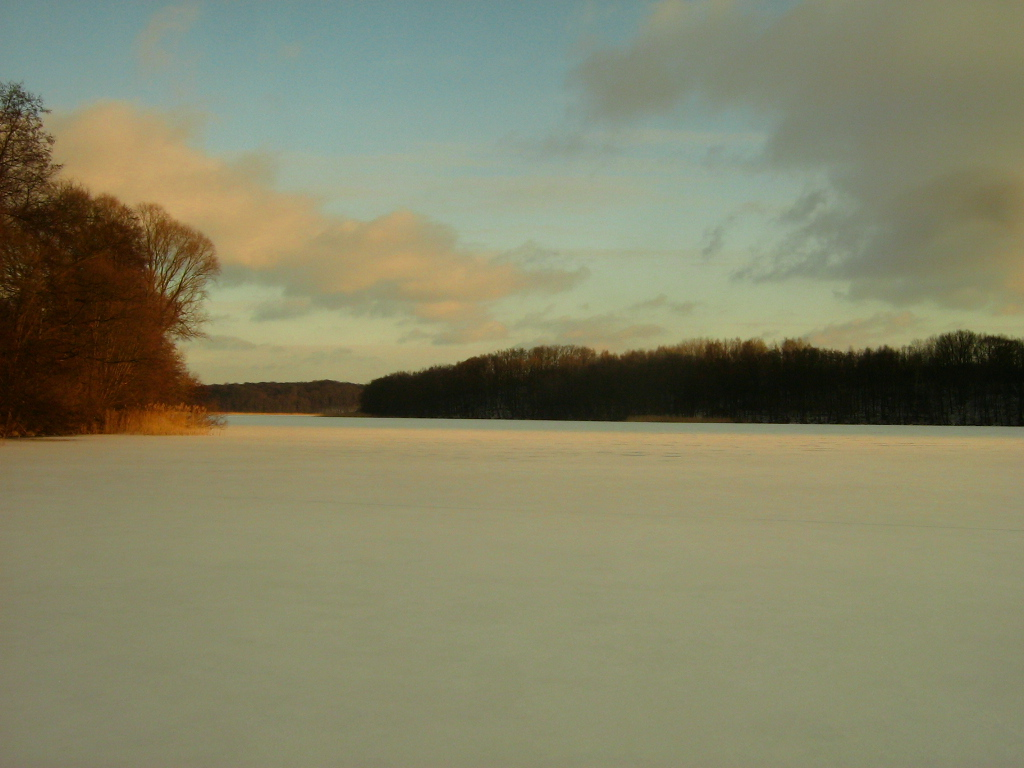

53°18′16″N 13°27′53″E / 53.30444°N 13.46472°E
卡維茨湖（德語：Carwitzer See），是德國的湖泊，位於該國東北部，由梅克倫堡-前波美拉尼亞州負責管轄，處於梅克倫堡湖區縣，面積3.95平方公里，海拔高度84米，平均水深10米，最大水深30米，水體容量3,852萬立方米。